# King’s German Legion

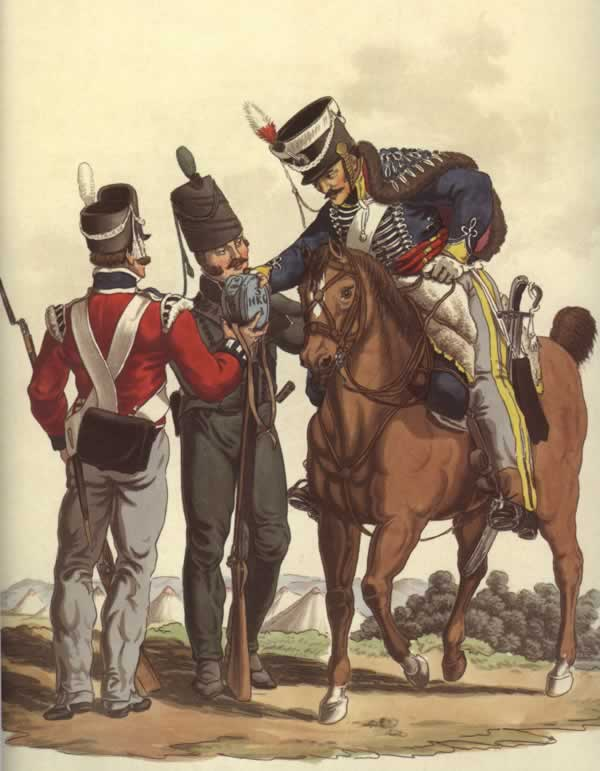
Soldaten der King’s German Legion

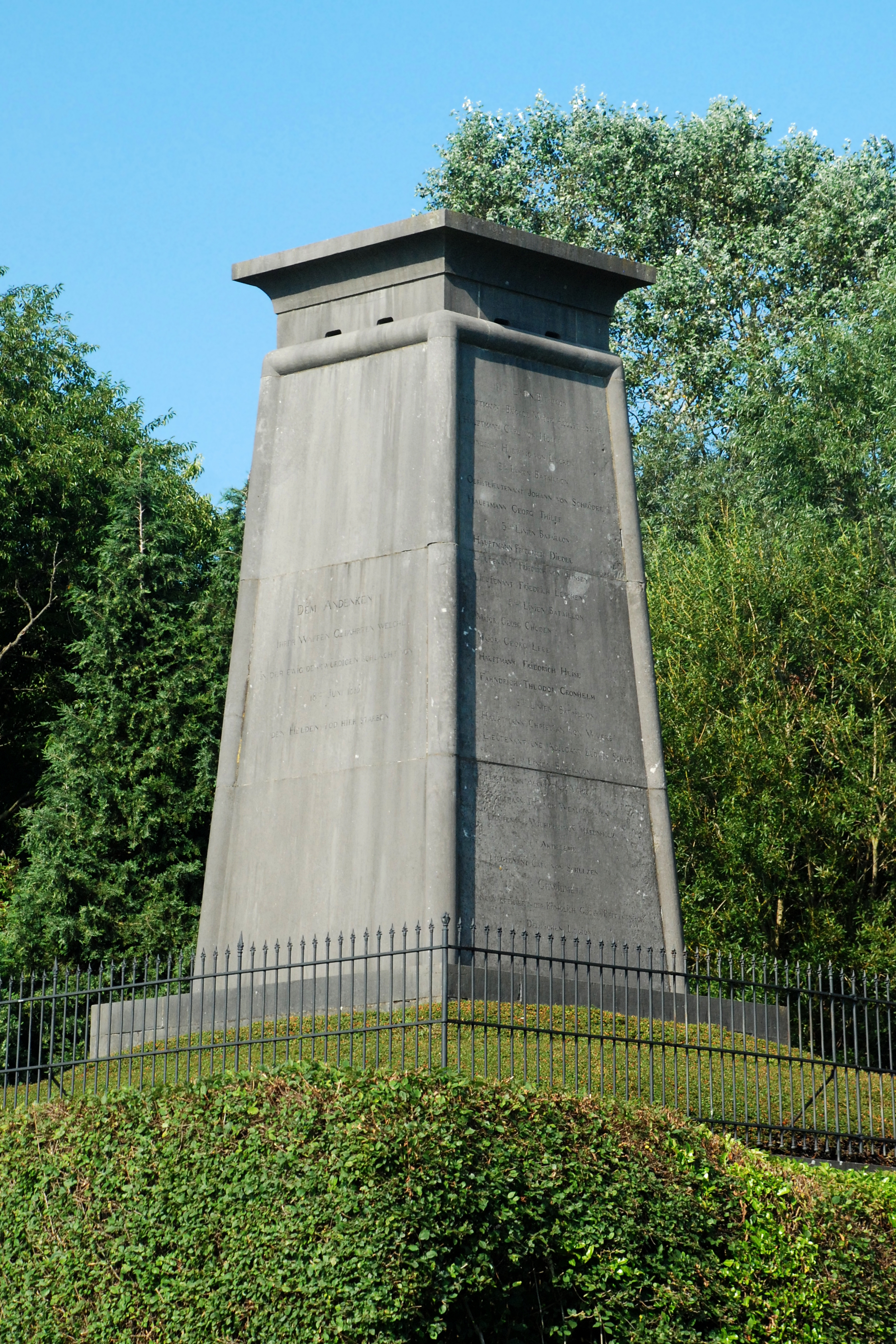
Denkmal für die Hannoveraner bei Waterloo (1818)

Die King’s German Legion (KGL; deutsch Des Königs Deutsche Legion, in älterer Literatur auch Deutsche Legion des Königs, Englisch-Deutsche Legion, Deutsche Legion) war ein deutscher militärischer Großverband in britischen Diensten. Er existierte während der napoleonischen Kriege, von 1803 bis 1816. Die KGL gilt als der einzige deutsche Verband, der während der französischen Okkupation der deutschen Staaten ohne Unterlass gegen die Besatzer kämpfte.

## Geschichte

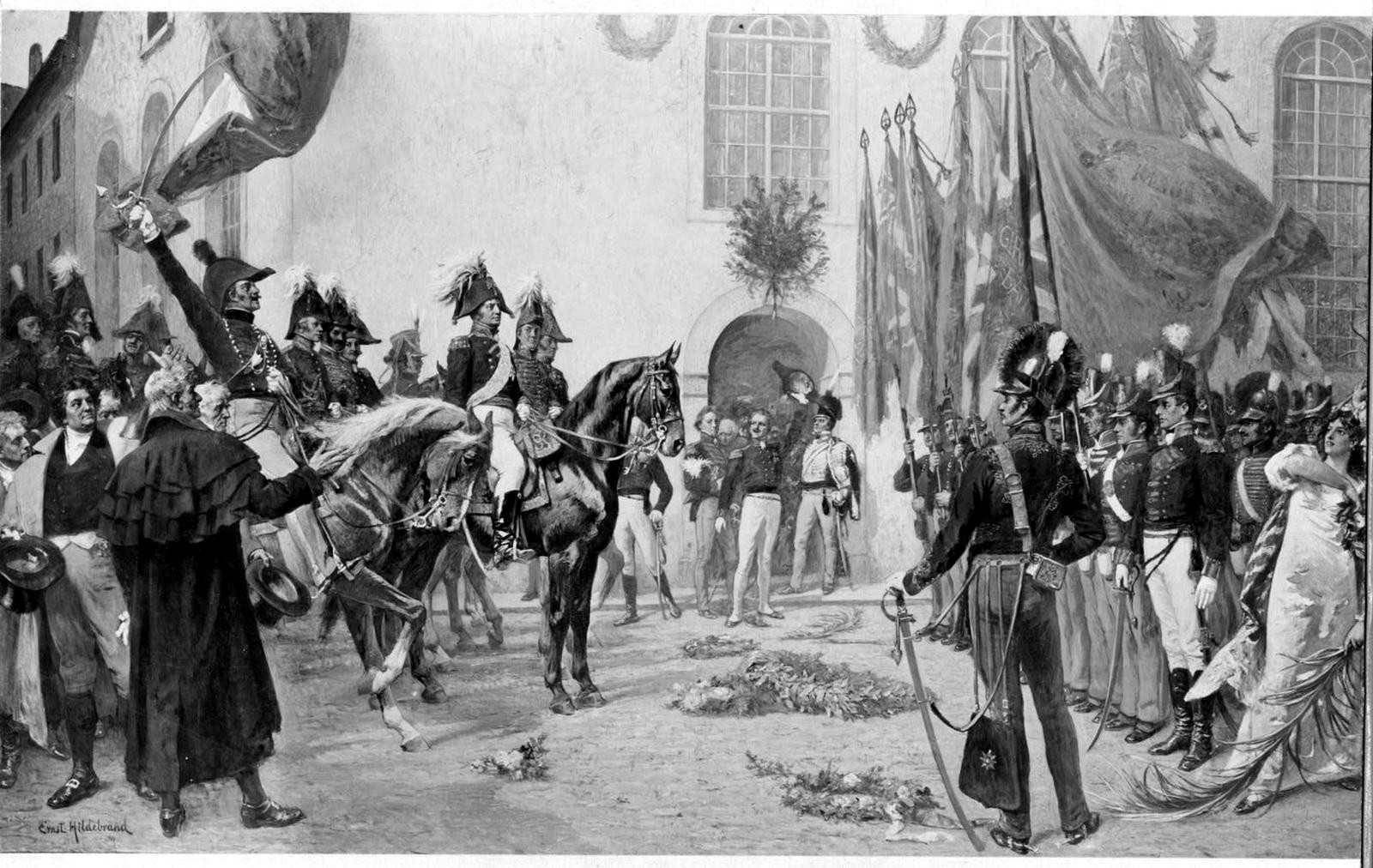
Einzug der King’s German Legion in Hannover 1816 (Mittelteil des Gemäldes von Ernst Wilhelm Hildebrand)

Die Legion bestand vorwiegend aus ehemaligen Soldaten des mit Großbritannien durch eine Personalunion verbundenen Kurfürstentums Braunschweig-Lüneburg („Kurhannover“). Sie waren nach den Bestimmungen der Konvention von Artlenburg vom 5. Juli 1803 aus der aufgelösten kurhannoverschen Armee entlassen worden.
Noch im selben Jahr wurden der englische Major Colin Halkett und der hannoversche Oberstleutnant Friedrich von der Decken von König Georg III ermächtigt, ausschließlich Hannoveraner gegen Handgeld für eine „Deutsche Legion“ anzuwerben.
Am 19. Dezember 1803 wurde die Truppe als „King’s German Legion“ gegründet. Zum Oberbefehlshaber wurde Prinz Adolph Friedrich, Herzog von Cambridge, siebter Sohn von König Georg III., ernannt. Im Verlaufe der Napoleonischen Kriege wuchs sie zu einer vollständigen Streitmacht an, die schließlich Infanterie, Artillerie und Kavallerie umfasste und 1813 eine Stärke von 15.900 Mann erreichte.
Am 22. Juli 1806 kam es in Irland zur sogenannten Schlacht von Tullamore. Als Kontrahenten daran beteiligt waren ein leichtes Bataillon und eine Schwadron Dragoner der KGL sowie vier leichte Kompanien irischer Milizeinheiten der britischen Armee. Sämtliche Truppen hatten in Tullamore Quartier bezogen. Die unter dem Einsatz von Schusswaffen erfolgte Auseinandersetzung kostete beide Seiten einige Tote und Verletzte. Als Urheber wurden mehrere einfache Angehörige der irischen Miliz verurteilt. Über die Ursachen des Konflikts existieren bis heute nur Vermutungen. Als wahrscheinlich gilt, dass anfangs zwei kleine Gruppen über die Gunst der weiblichen Ortsbewohner in Streit geraten waren, und sich der Konflikt dann auf die anderen Einheiten ausgeweitet hatte.
Im Jahre 1816 wurde die Legion aufgelöst und ihre Angehörigen zum großen Teil in die Hannoversche Armee des neu gebildeten Königreichs Hannover aufgenommen, wo sie als Elitesoldaten galten.

## Organisation

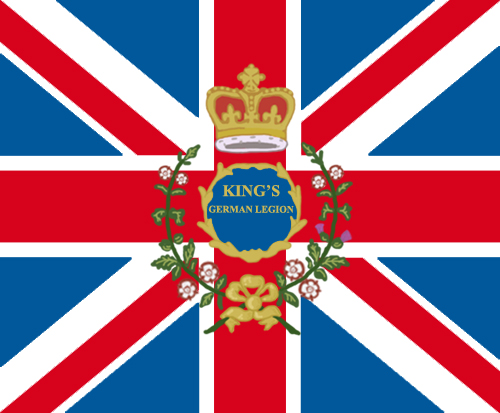
Fahne der KGL

Die King’s German Legion bestand aus:
- Infanterie:
  - acht Linien-Bataillonen
  - zwei leichten Bataillonen

- Artillerie:
  - zwei berittenen Batterien
  - vier Fußbatterien

- Kavallerie:
  - zwei Dragoner-Regimentern
  - drei leichten Dragoner-Regimentern (Husaren)

- Ingenieurs-Korps

Die Legion war in Bexhill-on-Sea und Weymouth stationiert, später wurden einige Truppenteile nach Irland entsandt, wo sie in dem Gefecht von Tullamore involviert waren.
Im Jahre 1812 zählte die Einheit circa 18.000 Soldaten, was ihrer Maximalstärke entsprach. Insgesamt waren circa 28.000 Mann in der Legion.

## Uniformen
Die Uniformierung der King’s German Legion folgte kurhannoverschem bzw. britischem Vorbild mit Rot als Grundfarbe der Infanterie, Grün für die leichte Infanterie sowie Blau für Kavallerie und Artillerie.

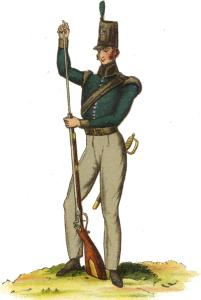
Soldat des ersten leichten Bataillons der King’s German Legion (an der einzelnen Knopfreihe zu erkennen)
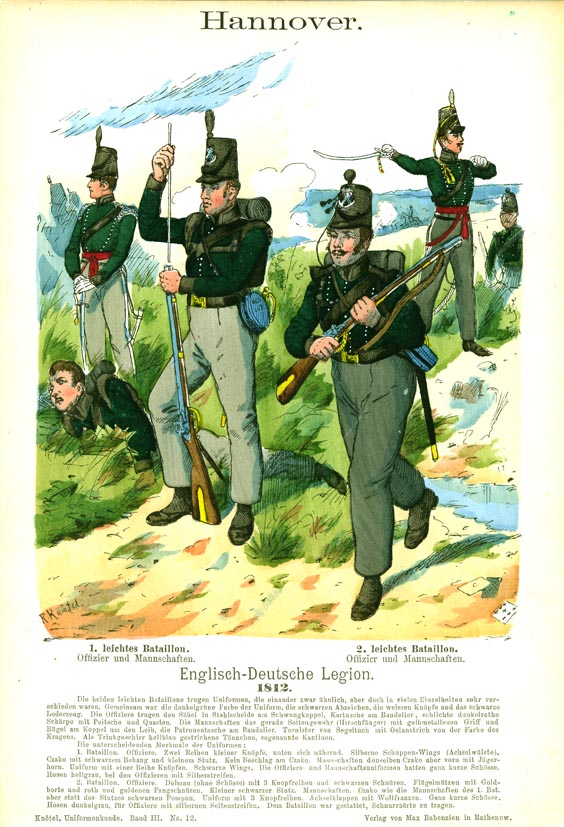
1. und 2. Leichtes Bataillon
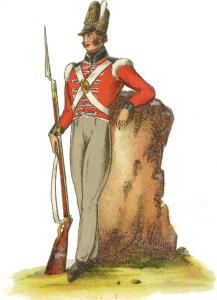
Linieninfanterie der King’s German Legion
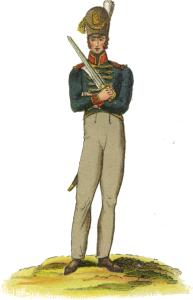
Fußartillerie der King’s German Legion
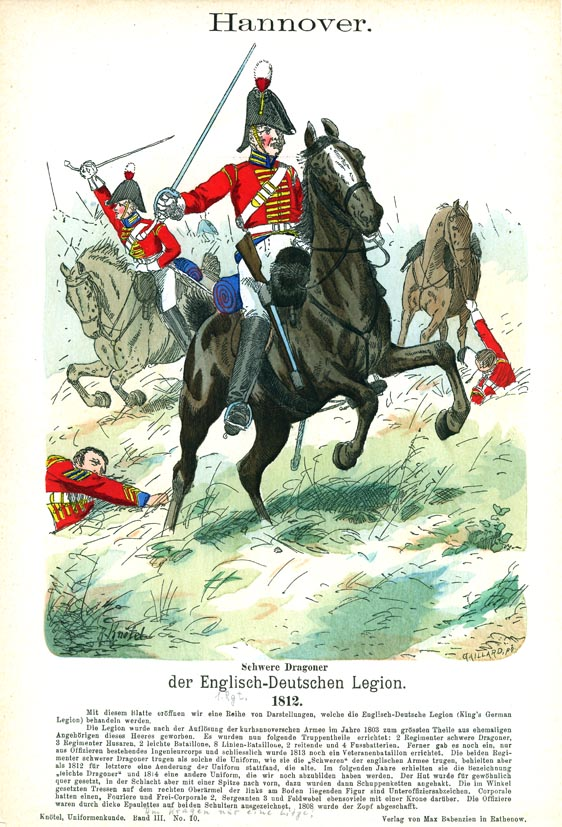
Schwere Dragoner 1812
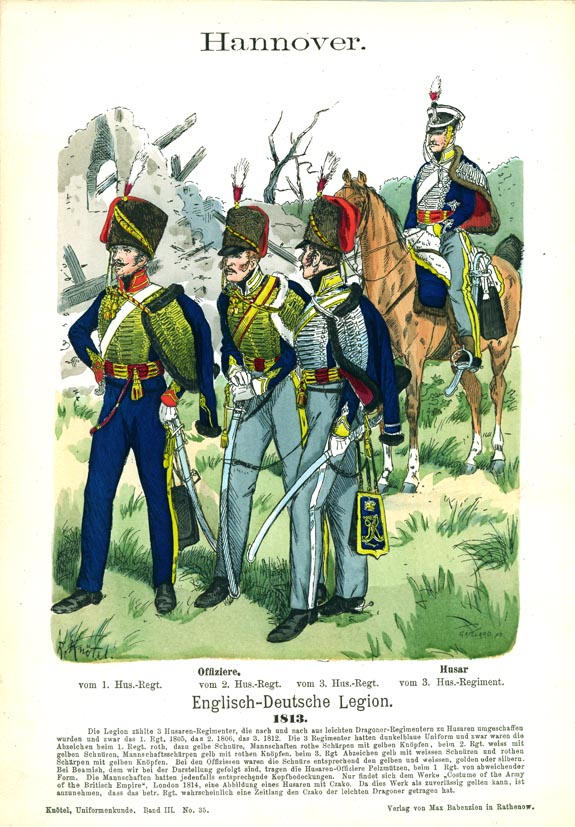
Husaren 1813
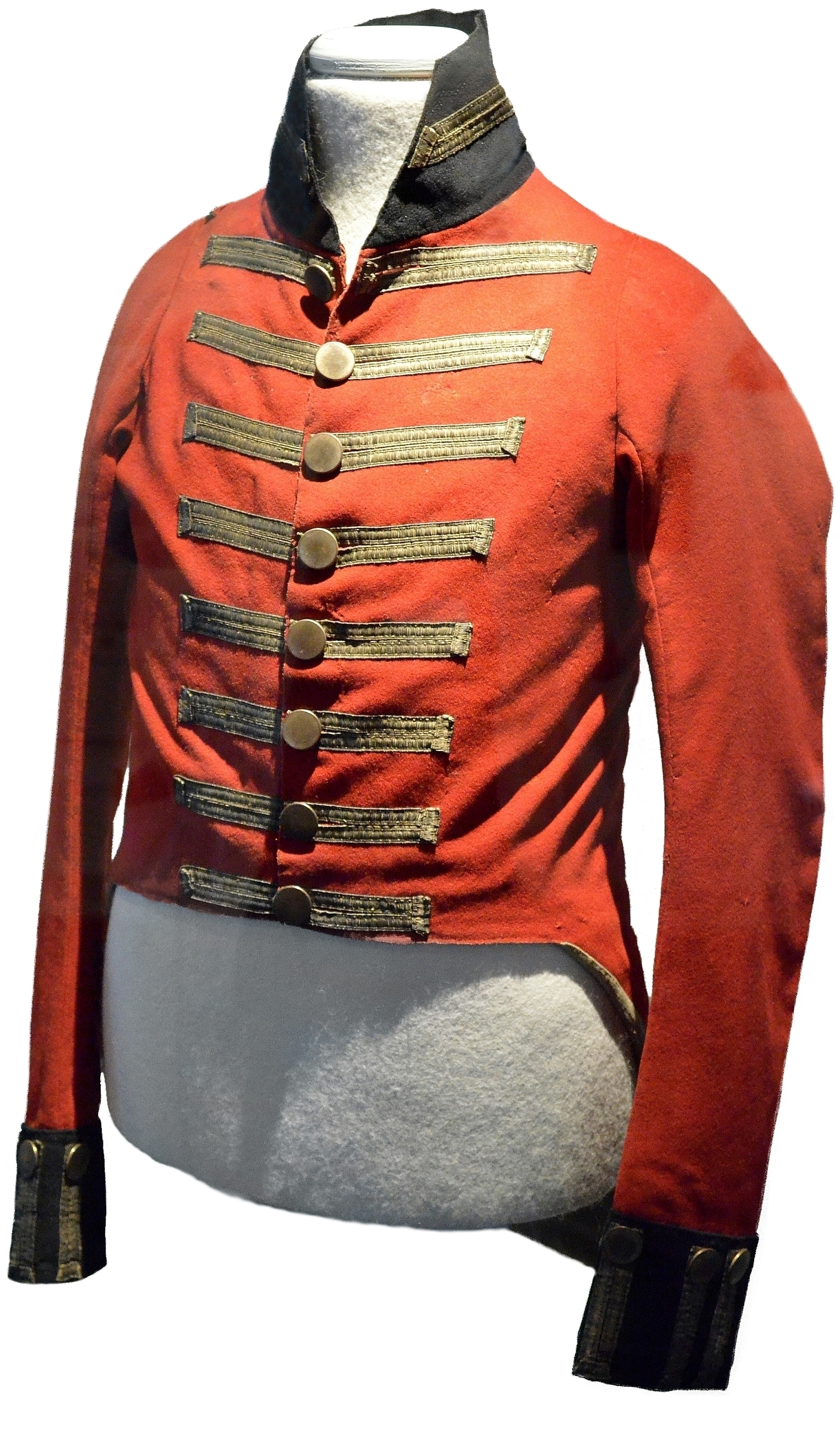
Uniformjacke Georg Hartog Gersons

## Kämpfe

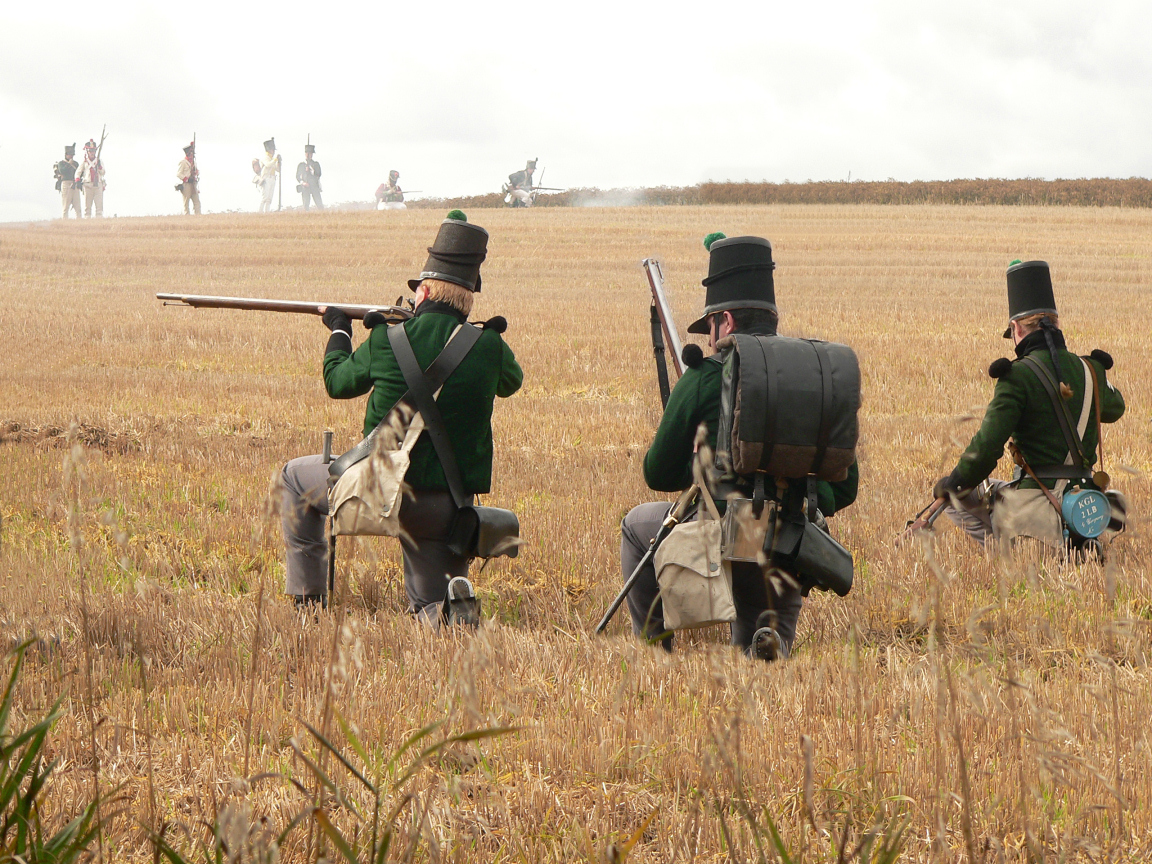
Gefechtsnachstellung mit Scharfschützen der King’s German Legion e. V. 2nd light bat. beim Reenactment zur Schlacht an der Göhrde

Die Legion hat nie als eine zusammenhängende Einheit gekämpft. Daher ist es schwierig, den einzelnen Bataillonen in ihren Kampagnen zu folgen.
Einheiten kämpften in Gefechten in Pommern, Kopenhagen und in Walcheren unter General Sir John Moore. Weiterhin nahmen sie teil bei: Rückzug nach La Coruña, auf der Iberischen Halbinsel unter Herzog von Wellington mit den Kämpfen in Busaco, Barrosa, Fuentes de Onoro, La Albuera, Ciudad Rodrigo, Salamanca, García Hernandez, Burgos, Venta del Pozo, Vitoria, San Sebastián, Nivelles, Sizilien und den östlichen Teilen von Spanien; Norddeutschland und die Schlacht an der Göhrde. In der Schlacht bei Waterloo verteidigte das 2. leichte Bataillon – mit Mitgliedern des 1. leichten Bataillons und Schützen des 5. Linien-Bataillons (verstärkt durch einige Nassauer) – unter dem Kommando von Major Georg Baring den Bauernhof La Haye Sainte, bis ihm die Munition ausging und sich die letzten zweiundvierzig einsatzfähigen Männer zurückzogen. Alle an der Waterlooschlacht beteiligten Soldaten wurden mit der britischen Waterloo-Medaille ausgezeichnet und fortan als Waterloo Men geehrt.
Die Legion war berühmt für ihre Fähigkeiten und ihren Einsatz. Die Kavallerie zählte zu den besten berittenen Einheiten in der britischen Armee.
Die Verdienste der Legion wurden von der britischen Regierung anerkannt. Nach der Schlacht bei Salamanca (22. Juli 1812) erhielten alle Offiziere einen bleibenden Rang in der britischen Armee.

## Auszeichnungen
Der KGL wurden diese Battle Honours verliehen:
- Peninsular
- Waterloo
- Venta del Pozo (1. und 2. Leichtes Bataillon)
- Garcia Hernandez (1. Dragoner)
- El Bodon (1. Husaren)
- Barossa (2. Husaren)
- Göhrde (3. Husaren)

## Denkmäler
- Gegenüber von La Haye Sainte befindet sich das für gefallene Offiziere des KGL 1818 errichtete Denkmal für die Hannoveraner
- An der Außenmauer von La Haye Sainte sind zwei Gedenkplatten für die Offiziere und Soldaten der KGL angebracht.
- In Hannover wurde die Waterloosäule errichtet.
- Am Denkmal der Schlacht von Vitoria in Vitoria-Gasteiz (Spanien) findet sich eine Plakette für die KGL.
- In Osnabrück steht am Heger-Tor das Waterloo-Tor.
- In Hannover steht unweit des Waterlooplatzes vor dem Niedersächsischen Landesarchiv das Denkmal von Carl von Alten.
- Ebenfalls vor dem Landesarchiv erinnert eine Gedenktafel an den KGL-Offizier Georg Baring, der in La Haye Sainte die Truppen führte.
- Die Legionsbrücke in Hannover führt über den Leine-Nebenfluss Ihme, hieß ursprünglich Waterloobrücke und heißt jetzt nach der Königlich Deutschen Legion.
- Auf dem Suerser Berg bei Gehrden befindet sich das Holle-Denkmal für den bei Waterloo gefallenen Carl Ludewig von Holle.[4]
- Vor dem Krankenhaus in Wittingen, Niedersachsen, befindet sich ein Findling mit der Inschrift „Des Königs Deutsche Legion 1803–1815 – Peninsula, Waterloo, Göhrde“.

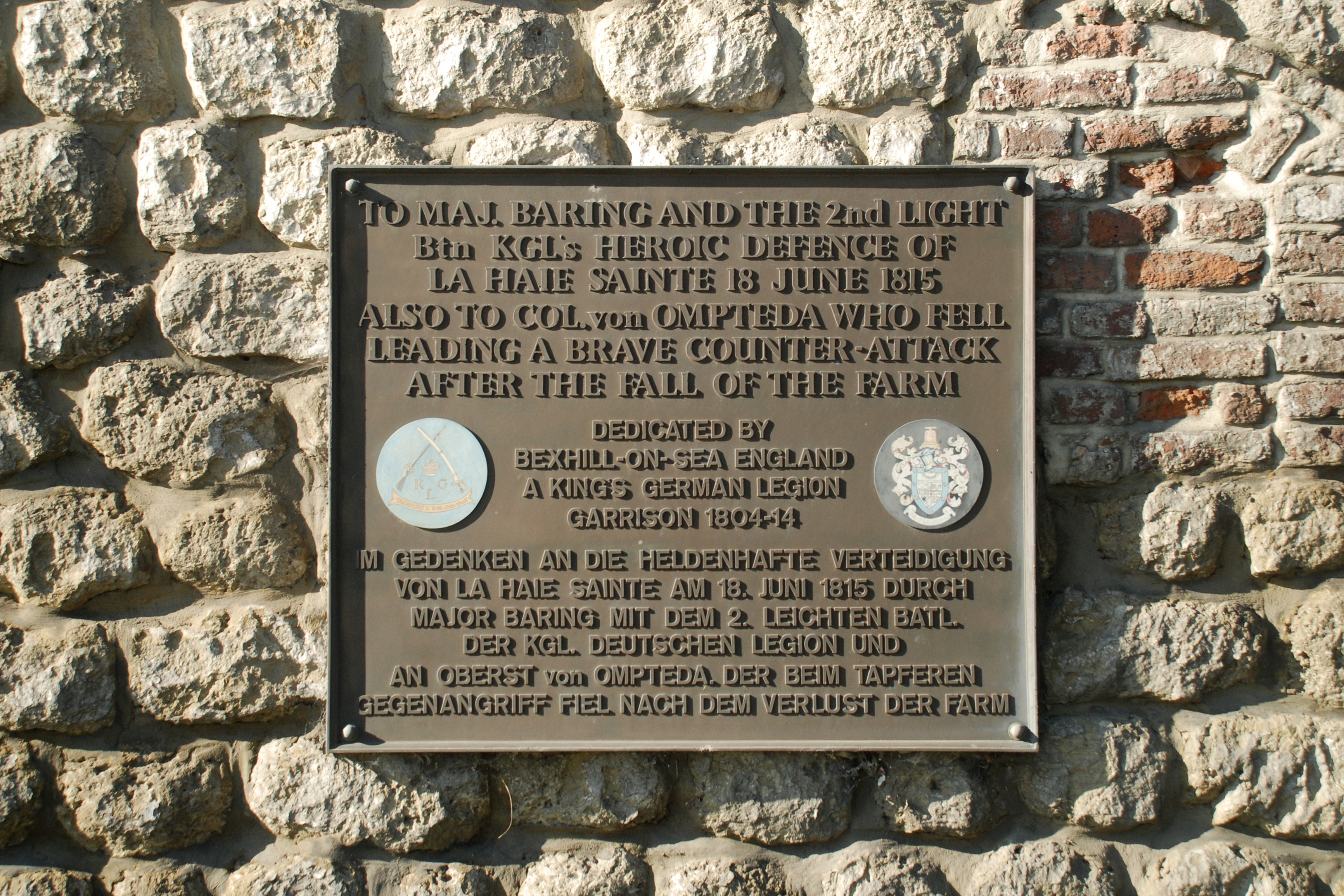
Gedenkplakette an der Außenmauer von La Haye Sainte
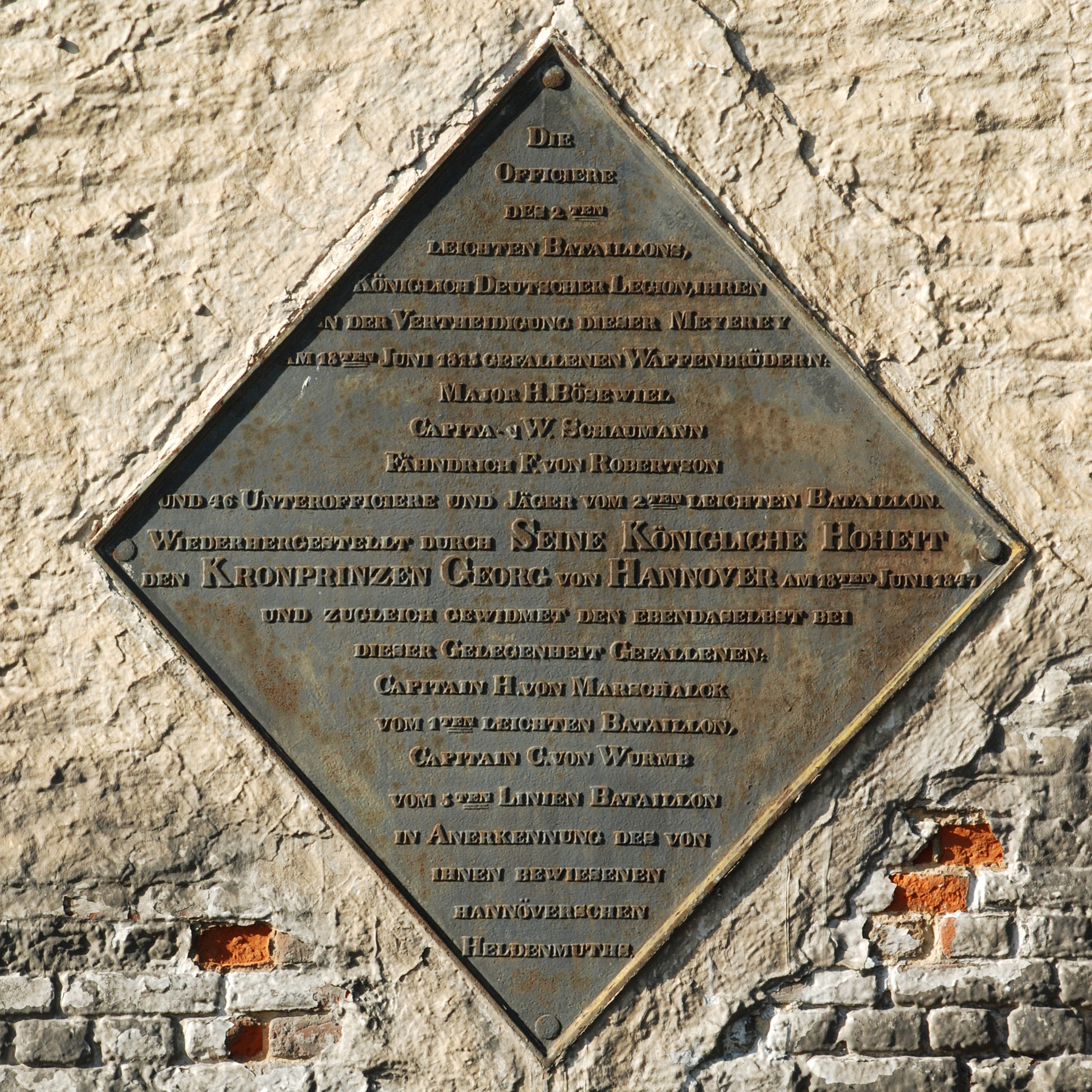
2. Gedenkplatte für die KGL an der Außenmauer von La Haye Sainte
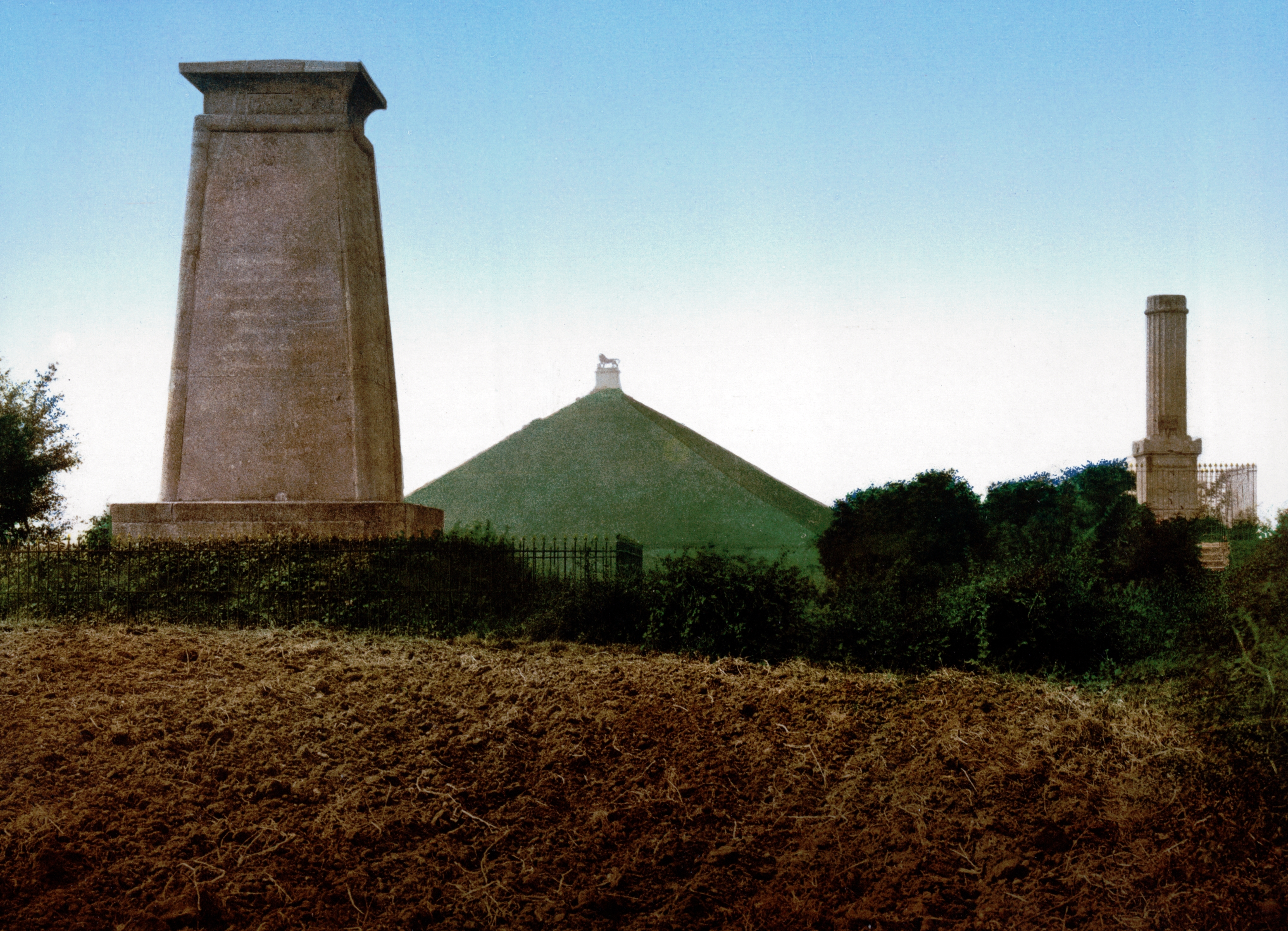
Denkmäler bei La Haye Sainte – links das Denkmal für die KGL
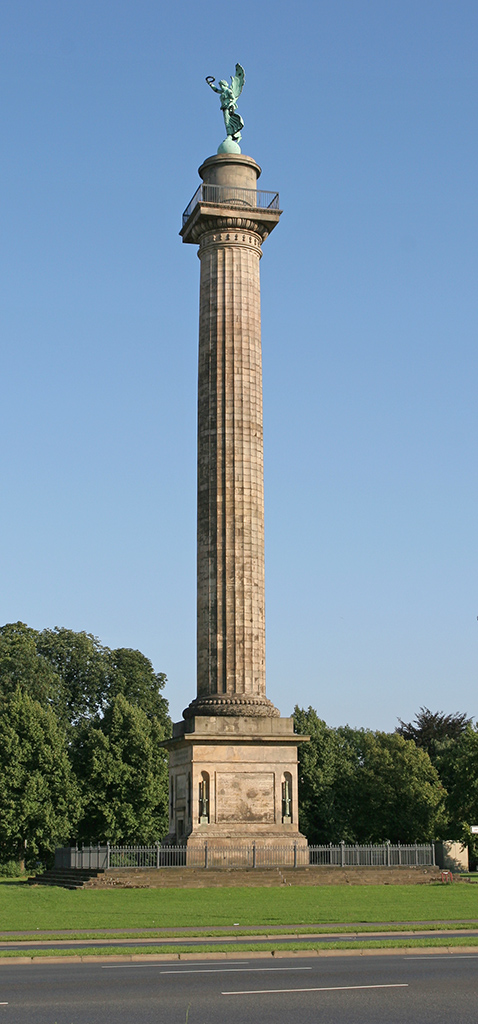
Waterloosäule
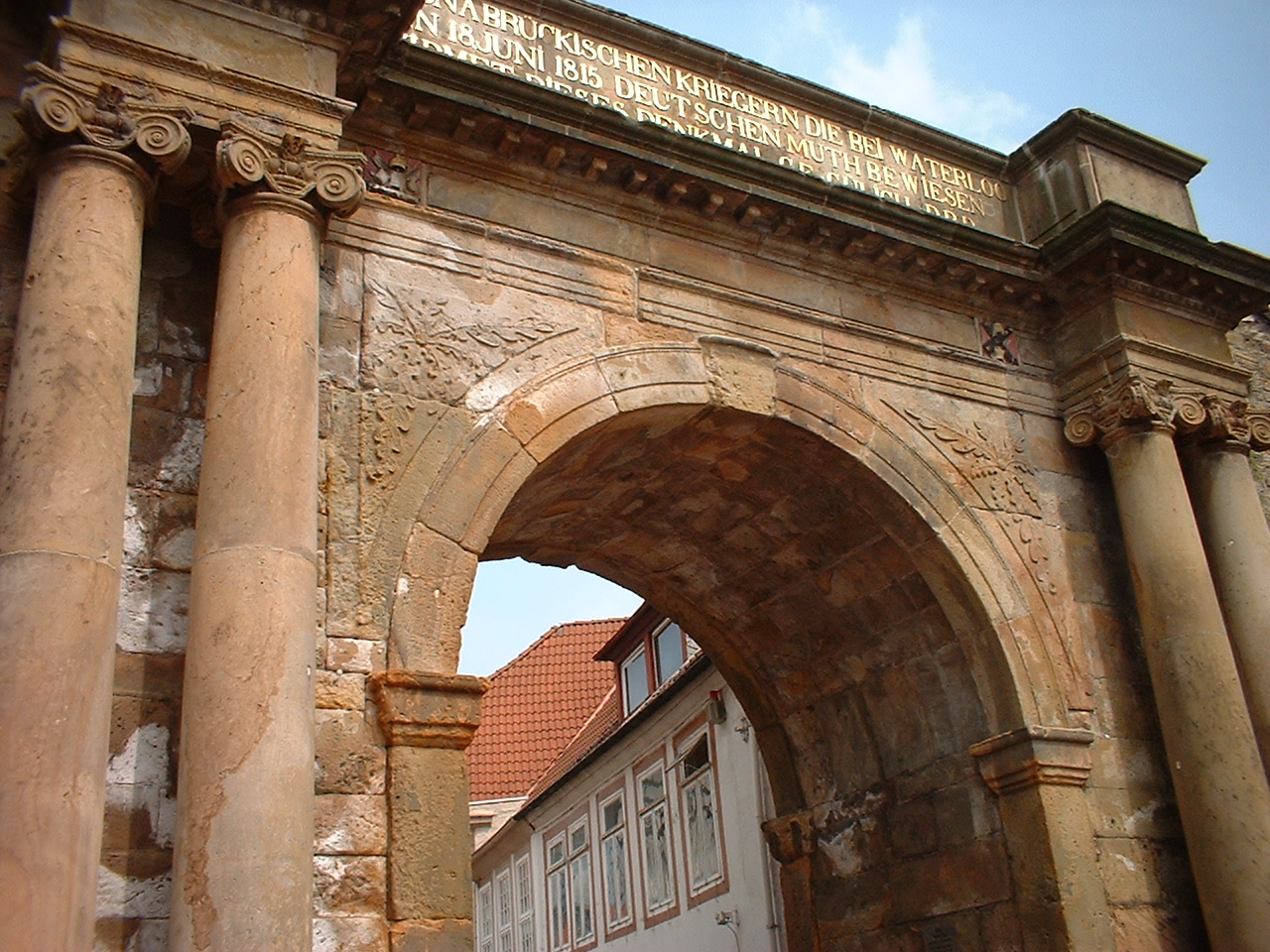
Heger Tor
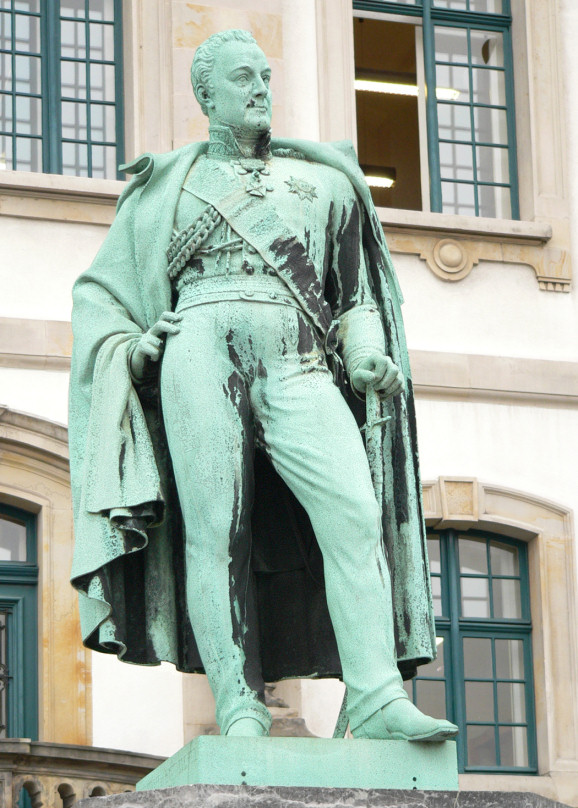
Carl von Alten
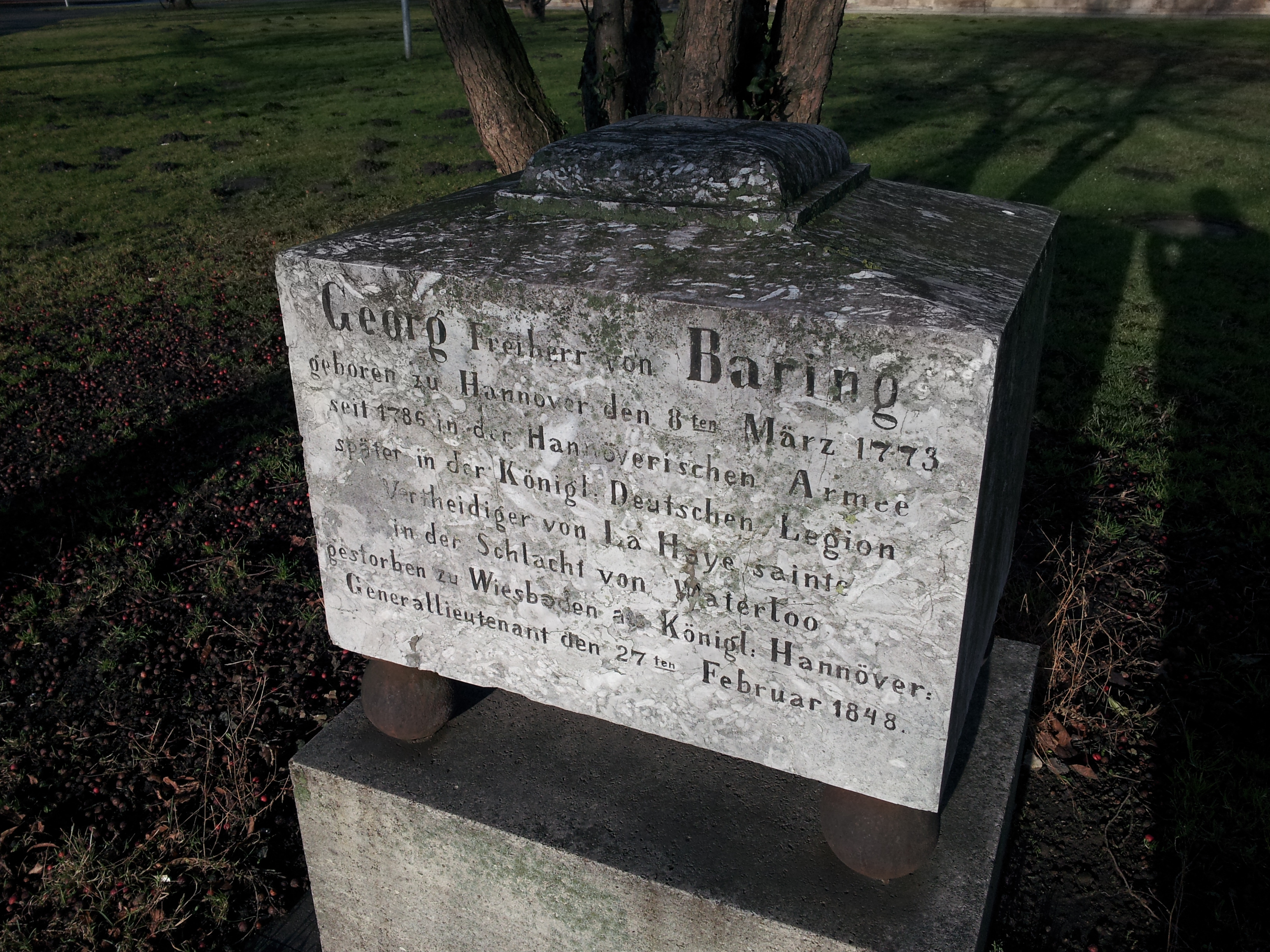
Gedenkstein für Georg Baring
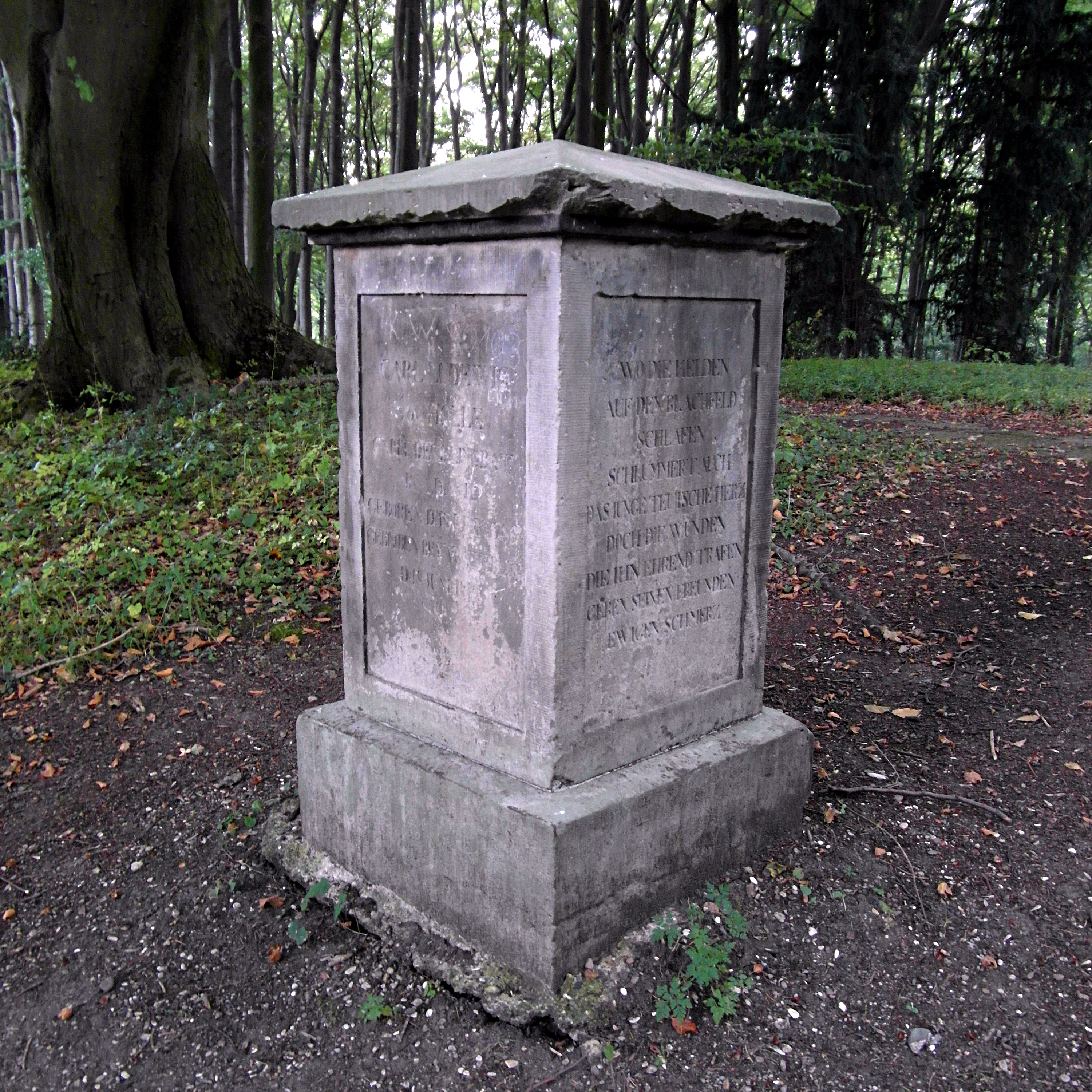
Holle-Denkmal für Carl Ludewig von Holle
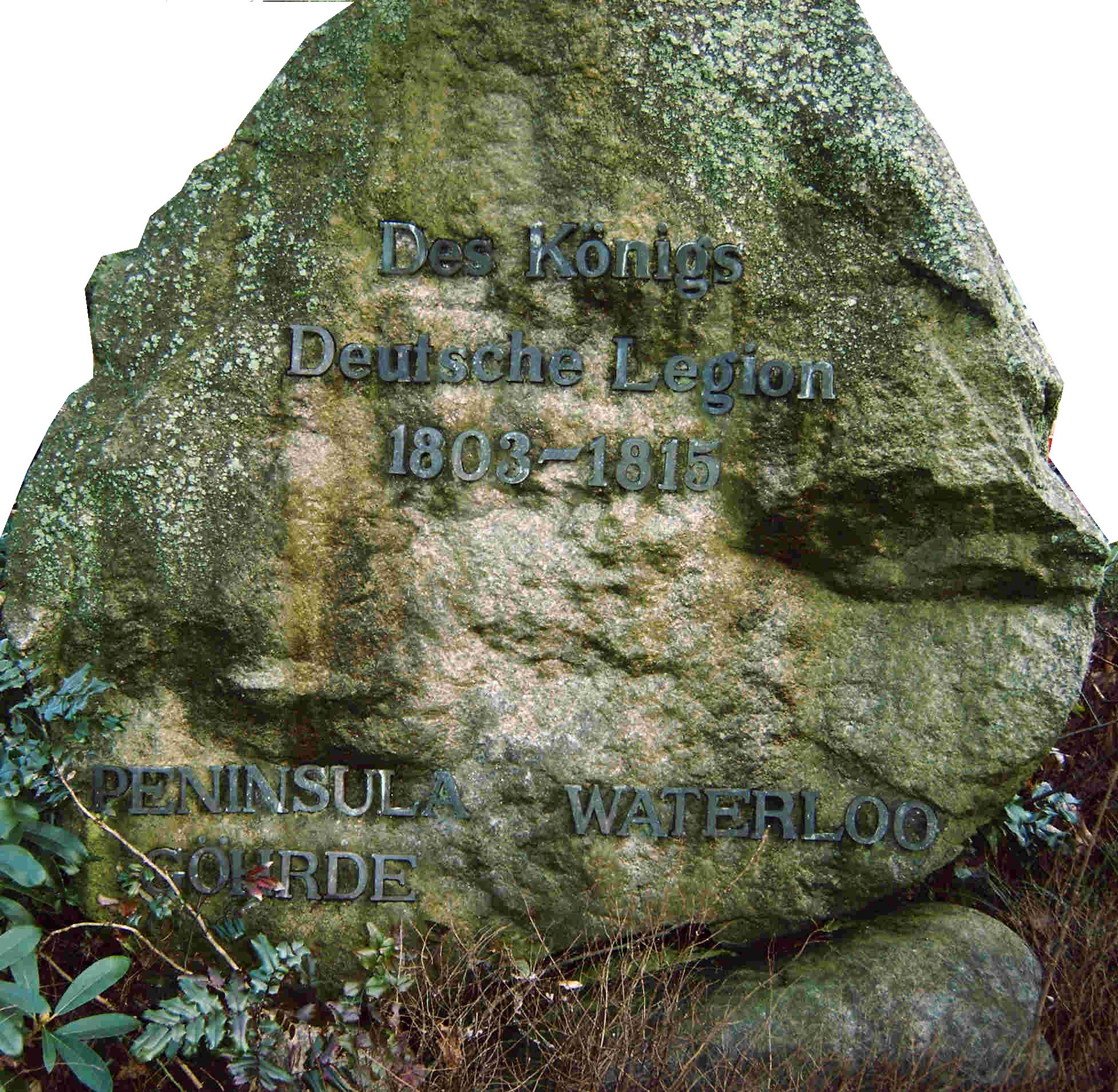
Gedenkstein in Wittingen
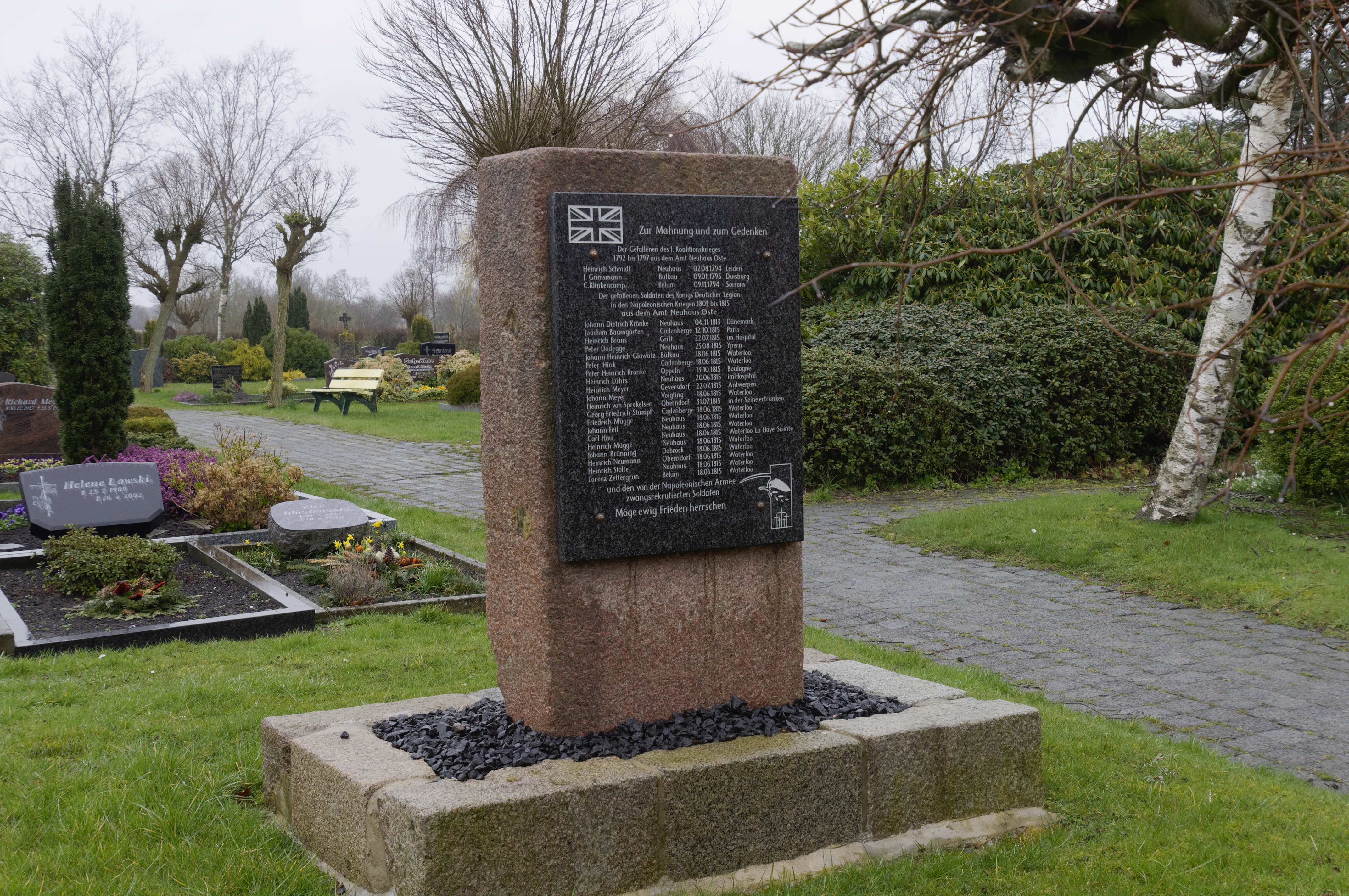
Gedenkstein in Neuhaus (Oste) für die Gefallenen aus dem Amt Neuhaus